# Oberonia serrulata
Oberonia serrulata är en orkidéart som beskrevs av Rudolf Schlechter. Oberonia serrulata ingår i släktet Oberonia och familjen orkidéer. Inga underarter finns listade i Catalogue of Life.